# 6670 Wallach
6670 Wallach è un asteroide della fascia principale. Scoperto il 4 giugno 1994, presenta un'orbita caratterizzata da un semiasse maggiore pari a 2,7199315 UA e da un'eccentricità di 0,2941005, inclinata di 20,22262° rispetto all'eclittica.